# Ulica Armii Krajowej w Krakowie
Ulica Armii Krajowej – ulica w Krakowie biegnąca przez dzielnicę VI Bronowice i dzielnicę V Krowodrza, przez Bronowice Małe oraz Łobzów. 
Na odcinku od Ronda Ofiar Katynia do charakterystycznego „łuku” ulicy, gdzie zmienia kierunek biegu z południowego na wschodni jest częścią III obwodnicy. Jej całkowita długość wynosi 2,8 km. 
Nazwa ulicy obowiązuje od 1991 roku, wcześniejsze nazwy: ulica Fizyków (odcinek od ul. Radzikowskiego do ul. Bronowickiej) oraz Iwana Koniewa (odcinek od ul. Bronowickiej do ul. Piastowskiej). W latach 1987–1991 przy ulicy znajdował się pomnik Iwana Koniewa autorstwa Antoniego Hajdeckiego.

## Przebieg
Swój bieg rozpoczyna na Rondzie Ofiar Katynia. Dalej biegnie na południe, pod wiaduktami kolejowymi i pod ulicą Balicką, z którą połączona jest trzema łącznicami. Dwie z nich umożliwiają także wjazd w ulicę Bronowicką. Z ulicami Zarzecze i Przybyszewskiego połączona jest skrzyżowaniami z sygnalizacją świetlną. Kończy się na skrzyżowaniu z ulicami Piastowską i Nawojki.

## Komunikacja miejska
W ciągu ulicy znajduje się kilka przystanków autobusowych Krakowskiej Komunikacji Miejskiej oraz przystanek kolejowy Kraków Bronowice, który obsługuje pociągi aglomeracyjne i regionalne.

## Przyszłość
W planach jest wybudowanie wielopoziomowego węzła i połączenie ulicy z projektowanymi trasami Balicką i Zwierzyniecką.

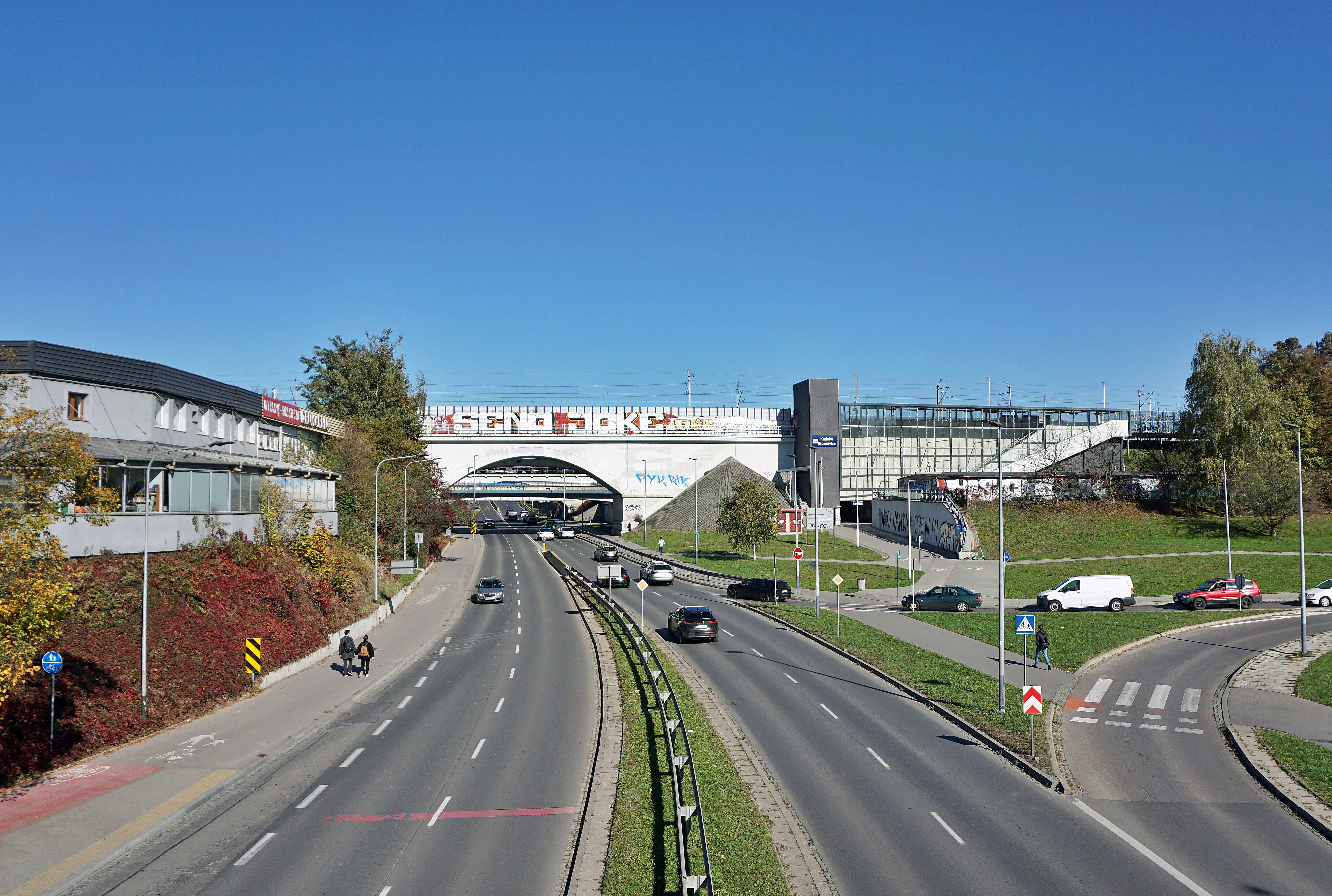
Widok na północ z wiaduktu na ul. Bronowickiej
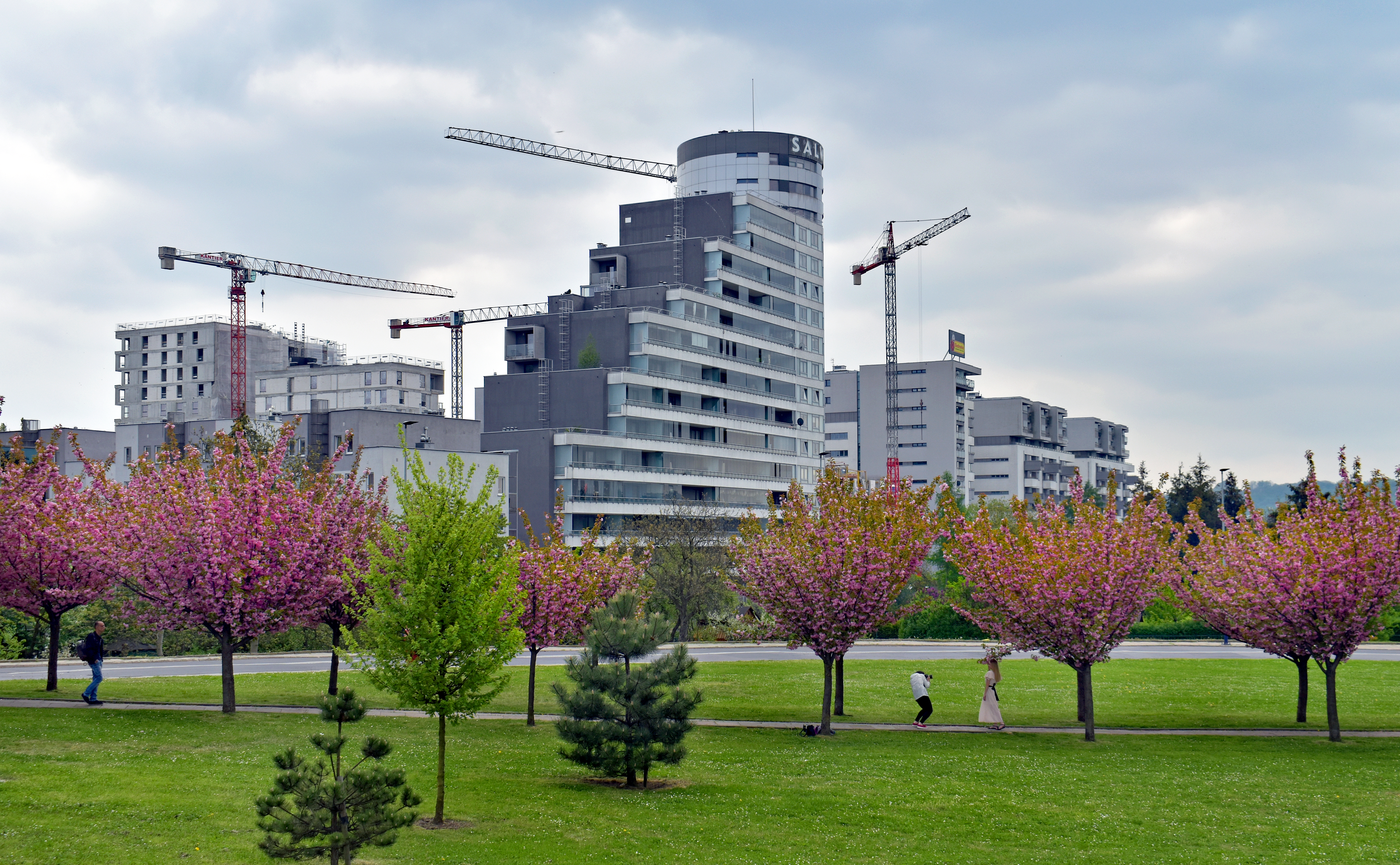
Salwator Tower, Salwator City oraz „wiśniowa aleja” przy skrzyżowaniu z ul. Bronowicką (2021).
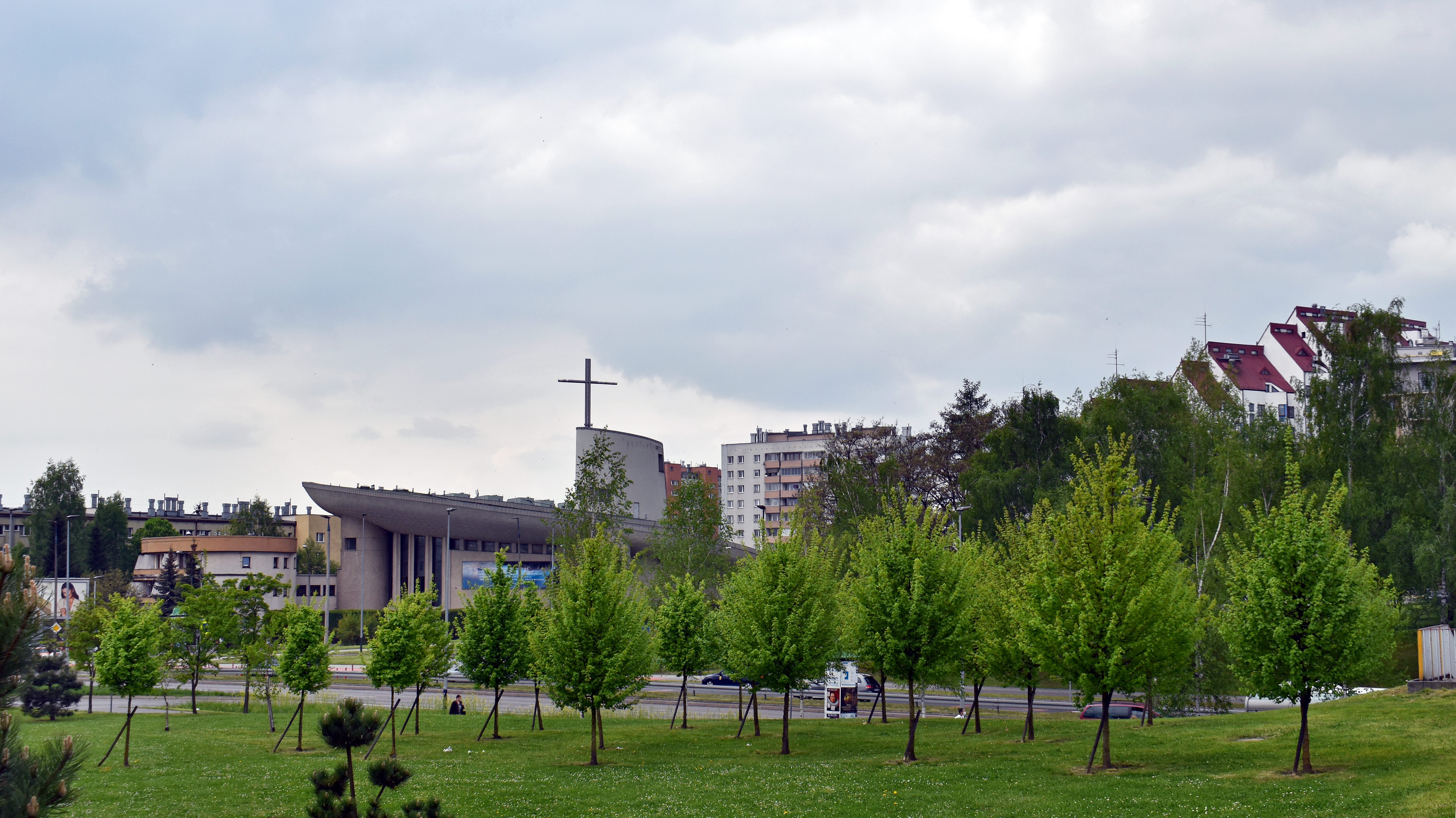
Ulica i os. Bronowice Nowe (d. Widok) oraz Kościół św. Jana Kantego.
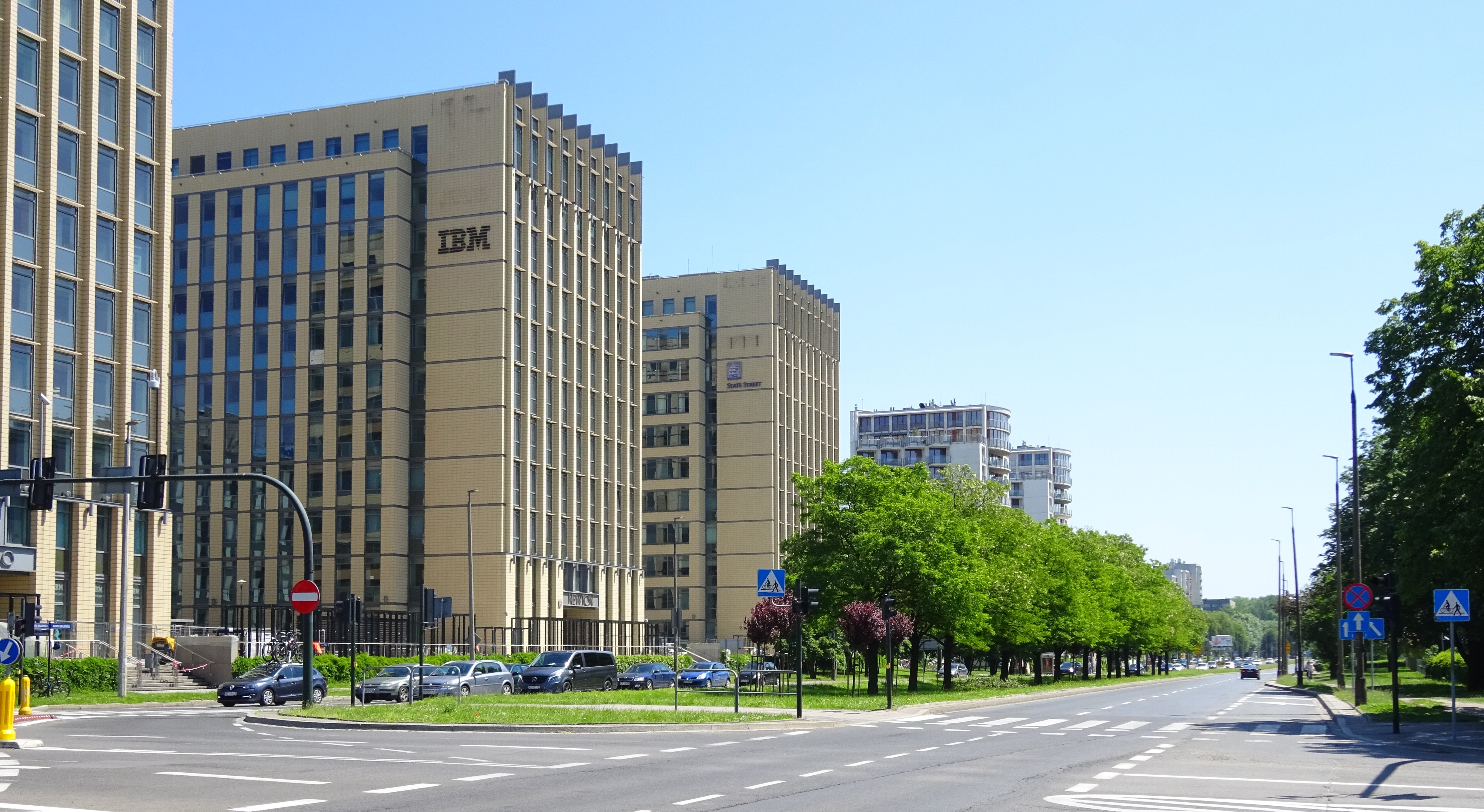
Widok od skrzyżowania z ul. Przybyszewskiego na wschód.